# میووچیتسه (استان پومرانی)
میووچیتسه (به لاتین: Miłocice) یک روستا در لهستان است که در گمینا میاستکو واقع شده‌است. میووچیتسه ۴۱۲ نفر جمعیت دارد.